# Zoran Milanović
Zoran Milanović (n. 30 octombrie 1966, Zagreb, Republica Socialistă Croația, RSF Iugoslavia) este un politician croat și al 5-lea și actualul președinte al Croației. În perioada 2011-2016 a fost prim-ministru al Croației.